# Brian Dumoulin
Brian Dumoulin (Biddeford, Maine, 6 de septiembre de 1991), apodado Dumo, es un jugador profesional estadounidense de hockey sobre hielo que se desempeña en la posición de defensor izquierdo en Seattle Kraken, equipo de la National Hockey League (NHL).

## Carrera
Fue seleccionado en la segunda ronda en la NHL Entry Draft de 2009. En 2013 hizo su debut profesional con el equipo Pittsburgh Penguins, en el cual jugó diez temporadas (2013-2023), después pasó a Seattle Kraken, donde lleva jugando una temporada.